# 富谷牛乳
富谷牛乳株式会社（とみやぎゅうにゅう）は、桜川市（旧岩瀬町）を中心に営業する牛乳卸売業者。かつては自社工場、独自銘柄を持っていた。

## 概要
1949年に茨城県西茨城郡北那珂村大字富谷684に富谷牧場として創業。町の大地主だった中田家は戦後、GHQの農地解放でその大半を喪失し、僅かに残った山間部だけでも維持すべく、未経験ながら羊乳牛飼養に挑んだのが始まりである。1958年には県指定工場の認定を受け学校給食へ参入しており、地域では高い知名度を持つ。

### トモヱ乳業との関係
古河市を中心に広く事業を展開するトモヱ乳業と富谷牛乳は同族会社の関係にある。現在トモヱ乳業を経営する中田家は富谷牛乳2代目社長で岩瀬町長も務めた中田清一の弟の家系であり、深い関係を持つ。
富谷牛乳は平成10年代の乳業施設再編合理化に応じた際、トモヱ乳業へ処理加工を委託している。商品にも「TOMOE/TOMIYA」両ブランド併記の共通瓶が登場したのち、トモヱ乳業のブランドである「ふるさと牛乳」へ統合され富谷牛乳は自社工場、独自銘柄を終了した。富谷牧場とトモヱ乳業は別法人ながら中田家の同族会社であるゆえに可能な展開である。

### 町政との関係
富谷牛乳を経営する中田家は政治にも進出しており、2代目社長中田清一は3代目岩瀬町長、その息子の中田裕は6代目岩瀬町長と初代桜川市長、その息子で富谷牛乳専務取締役の中田拓也は桜川市議会議員を務めている。

## 沿革
- 1949年（昭和24年）：中田繁が富谷牧場を創業
- 1958年（昭和33年）：県指定工場の認定を受け、学校給食へ参入
- 1969年（昭和44年）︰富谷牛乳株式会社を設立
- 1971年（昭和46年）4月︰中田裕が入社
- 1982年（昭和57年）6月︰中田裕が代表取締役に就任。
- 1995年（平成7年）1月︰中田裕が取締役会長に就任。
- 1998年（平成10年）：乳業施設再編合理化で自家処理を中止。トモヱ乳業へ委託。
- 2001年（平成13年）：独自銘柄を廃止。以降は乳製品卸売業者となる。

## その他事業
- 乳製品、乳飲料等の卸販売
- 氷、アイスクリーム類の卸販売